# برنارد بي. ولف
برنارد بي. ولف هو محامي وقاضي وسياسي أمريكي، ولد في 1 يوليو 1914 في شيكاغو في الولايات المتحدة، وتوفي في 13 أبريل 2016. نشط حزبياً في الحزب الديمقراطي. وقد انتخب عضو مجلس نواب إلينوي ‏.